# Кремлёвский балет
Кремлёвский бале́т — российский театр, находящийся в Москве на территории Государственного Кремлёвского дворца (ГКД).

## История

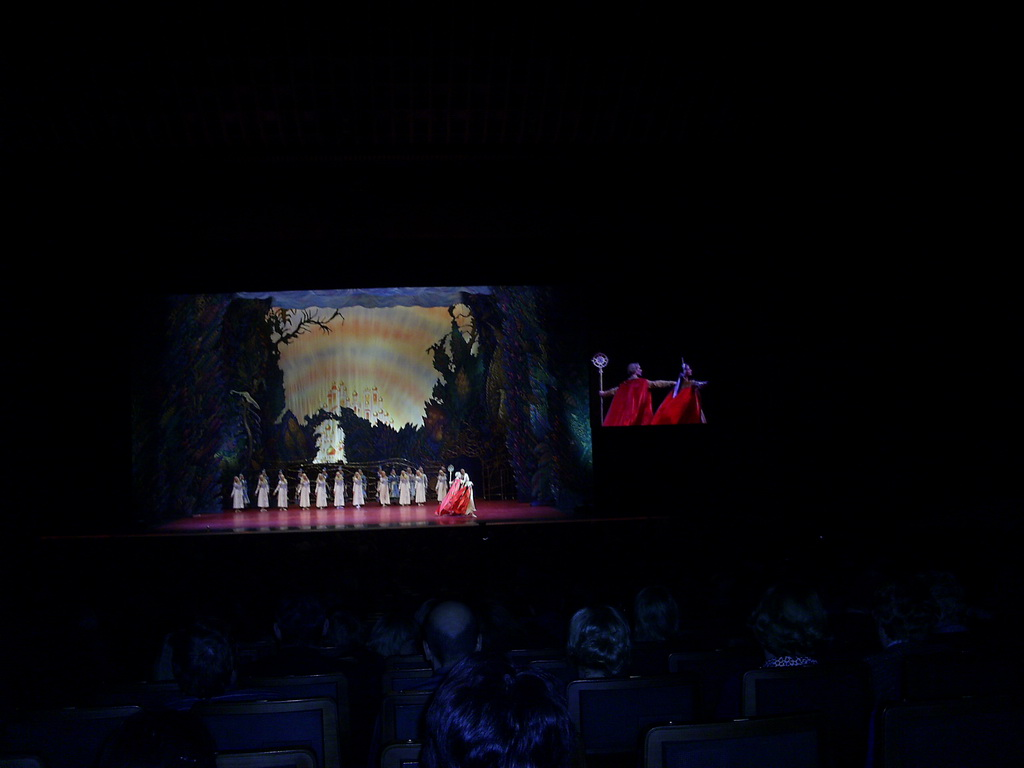
«Жар-птица» на сцене ГКД

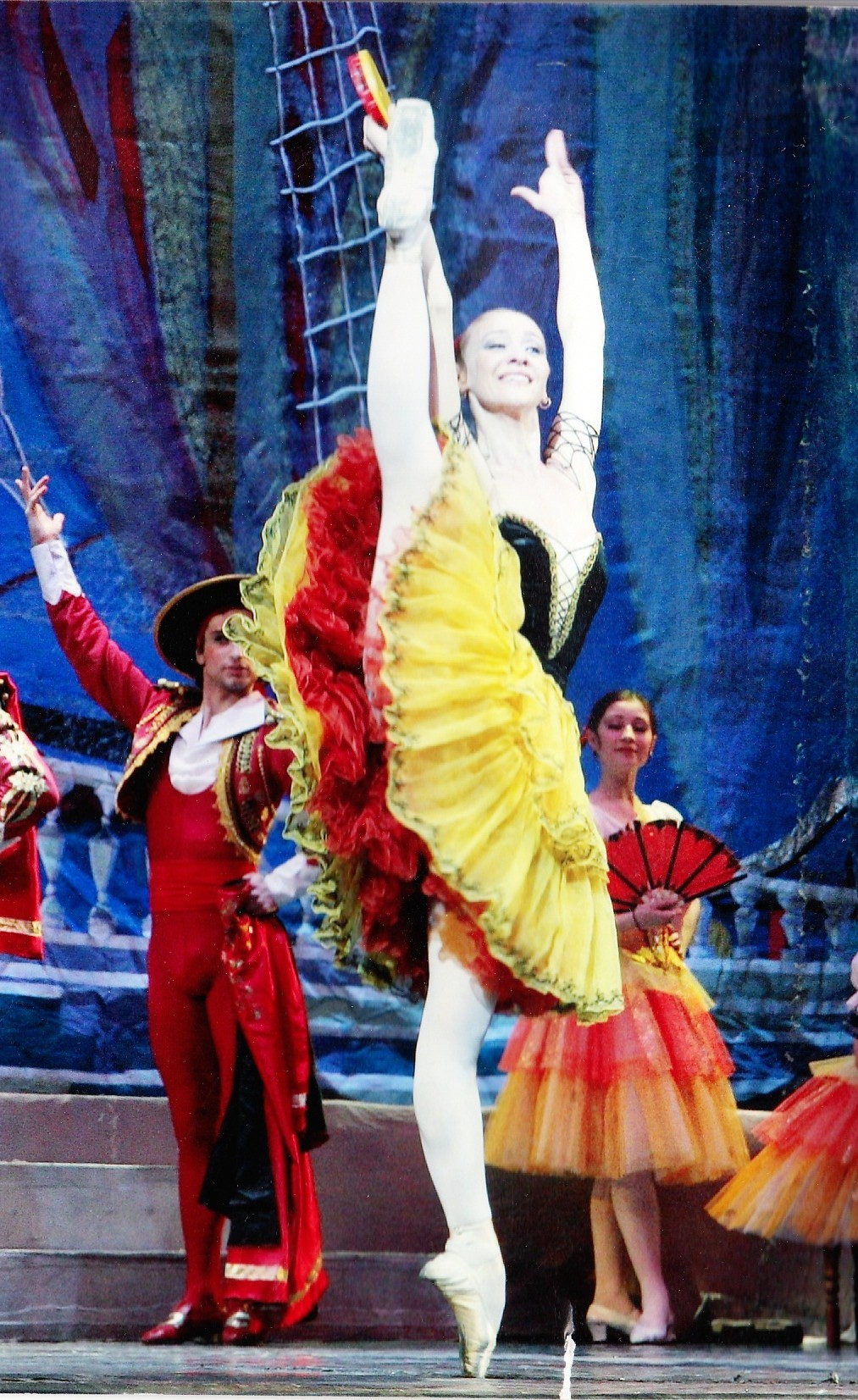
"Дон Кихот", Китри - Ж.Богородицкая

Театр «Кремлёвский балет» создан в 1990 году как «Театр балета Кремлёвского дворца съездов», в 1992 был переименован в «Кремлёвский балет». Основатель и художественный руководитель театра — балетмейстер, народный артист России Андрей Борисович Петров (1943—2023).
Среди первых педагогов-репетиторов театра известные мастера — Екатерина Максимова, Екатерина Аксёнова, Эрик Володин, Наталья Воскресенская, Алевтина Корзенкова, Владимир Кошелев, Вадим Тедеев, Людмила Чарская, Ксения Рябинкина.
Ведущие партии в первых спектаклях театра исполняли приглашённые артисты — солисты Большого театра Андрис Лиепа, Алла Михальченко, солисты Московского музыкального театра имени К. С. Станиславского и Вл. И. Немировича-Данченко Светлана Цой, Вадим Тедеев, Геннадий Янин.
В спектаклях театра принимают участие Симфонический оркестр имени С. В. Рахманинова и Президентский оркестр России.
В разные годы с театром сотрудничали балетмейстеры Владимир Васильев, Юрий Григорович.
В октябре 2005 года стартовал долгосрочный совместный творческий проект «Кремлёвского балета» и Благотворительного фонда имени Мариса Лиепы — «Русские сезоны XXI век», направленный на возрождение балетов дягилевской антрепризы. Его художественные руководители — народные артисты России Андрей Петров и Андрис Лиепа, продюсер — Надежда Соловьёва (председатель правления «SAV Entertainment»).

## Репертуар
- 1990 — «Макбет» К. Молчанова, балетмейстер-постановщик В. Васильев
- 1991 — «Вечер старинной хореографии», балетмейстеры-постановщики Т. Фесенко и В. Островский; «Золушка» С. Прокофьева, балетмейстер-постановщик В. Васильев
- 1992 — «Руслан и Людмила» на музыку М. Глинки, балетмейстер-постановщик А. Петров
- 1993 — «Щелкунчик» П. Чайковского, балетмейстер-постановщик А. Петров
- 1994 — «Дон Кихот» Л. Минкуса, балетмейстер-постановщик В. Васильев
- 1995 — «Наполеон Бонапарт» Т. Хренникова, балетмейстер-постановщик А. Петров, «Зевс» Д. Араписа, балетмейстер-постановщик А. Петров;
- 1997 — «Лебединое озеро» П. Чайковского, балетмейстер-постановщик А. Петров; "Невский проспект: «Портрет» на музыку Д. Шостаковича и «Эскизы» на музыку А. Шнитке, балетмейстер-постановщик А. Петров
- 1998 — «Том Сойер» П. Овсянникова, балетмейстер-постановщик А. Петров
- 1999 — «Ромео и Джульетта» С. Прокофьева, балетмейстер-постановщик Ю. Григорович
- 2000 — «Фантастическая симфония» на музыку Г. Берлиоза, балетмейстер-постановщик А. Петров
- 2001 — «Коппелия» на музыку Л. Делиба, балетмейстер-постановщик А. Петров; «Иван Грозный» на музыку С. Прокофьева, балетмейстер-постановщик Ю. Григорович
- 2003 — «Жизель» А. Адана, балетмейстер-постановщик А. Петров; «Катя и принц Сиама» П. Овсянникова, балетмейстер-постановщик А. Петров
- 2005 — «Синий бог» на музыку А. Скрябина, балетмейстер-постановщик У. Иглинг; «Жар-птица» И. Стравинского, балетмейстер-постановщик А. Лиепа; «Спящая красавица» П. Чайковского, балетмейстер-постановщик А. Петров
- 2006 — «Тамар» М. Балакирева, балетмейстеры-постановщики А. Лиепа и Ю. Сморигинас; «Эсмеральда» на музыку Ц. Пуни, балетмейстер-постановщик А. Петров
- 2007 — «Болеро» М. Равеля, балетмейстер-постановщик А. Лиепа; «Шехеразада» на музыку Н. Римского-Корсакова, балетмейстер-постановщик А. Лиепа; «Корсар» А. Адана, балетмейстер-постановщик Ю. Григорович
- 2008 — «Фигаро» на музыку В. А. Моцарта и Дж. Россини, балетмейстер-постановщик А. Петров
- 2009 — «Снегурочка» на музыку П. Чайковского, балетмейстер-постановщик А. Петров; «Павильон Армиды» Н. Черепнина, балетмейстеры-постановщики А. Лиепа и Ю. Сморигинас
- 2010 — «Тысяча и одна ночь» Ф. Амирова, балетмейстер-постановщик А. Петров; «Петрушка» И. Стравинского, балетмейстер-постановщик А. Лиепа
- 2011 — «Шопениана» на музыку Ф. Шопена и «Половецкие пляски» А. Бородина, балетмейстер-постановщик А. Лиепа

## Труппа театра

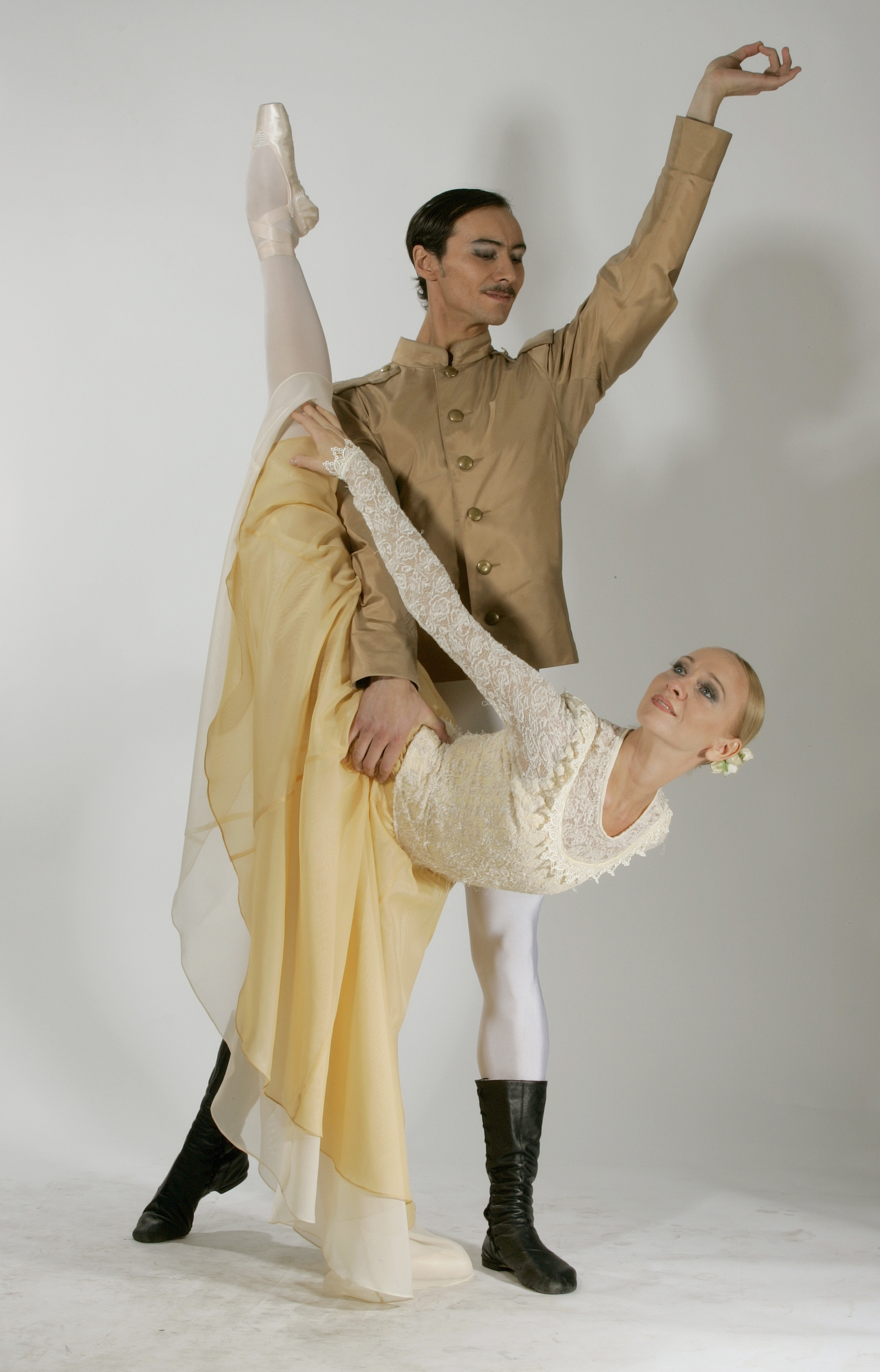
"Катя и Принц Сиама", Екатерина Десницкая - Ж. Богородицкая, Принц - А.Шайдуллин

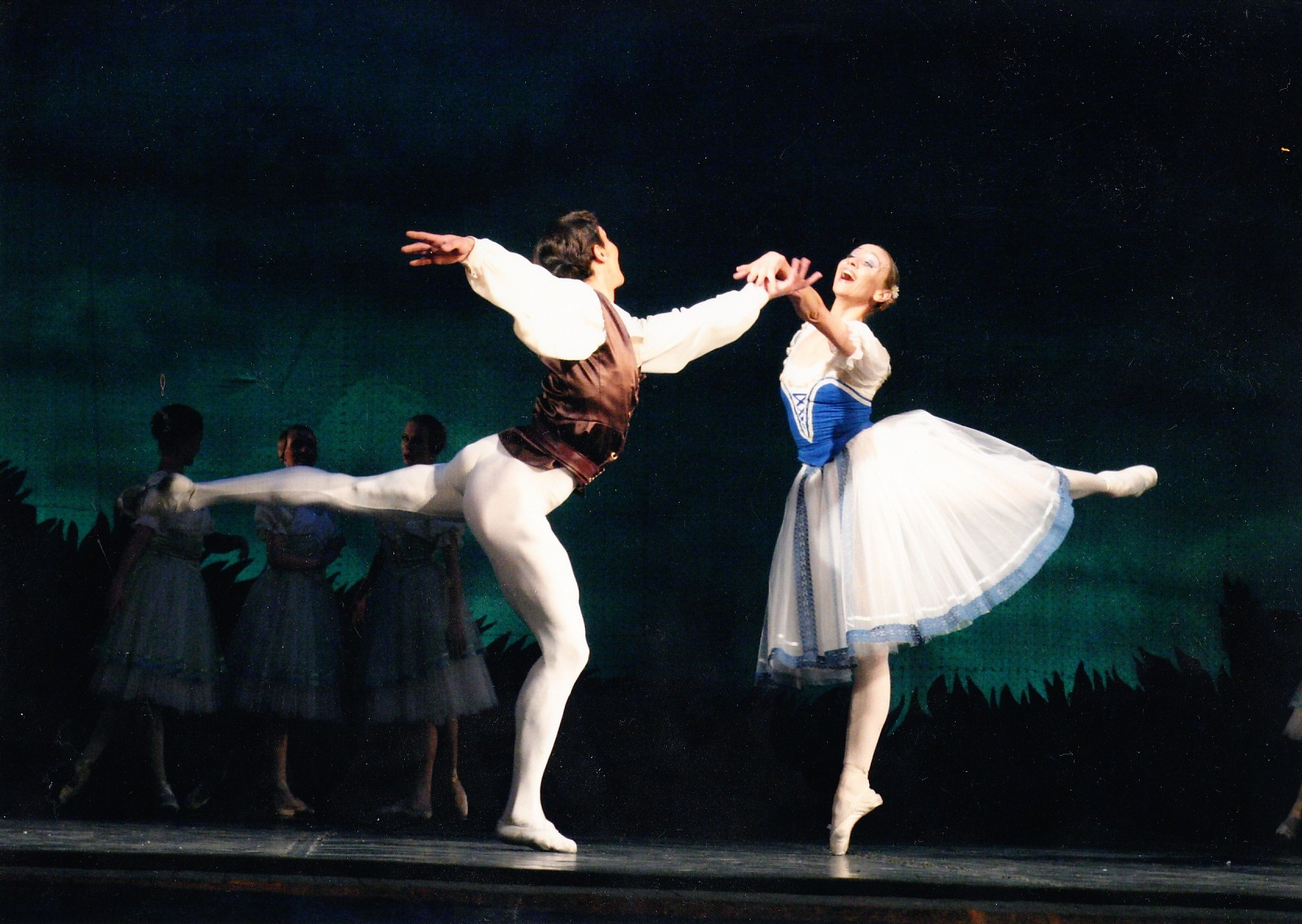
"Жизель", Жизель - Ж. Богородицкая, Граф Альберт - А. Шайдуллин

В разное время в театре служили:
- Анисимов, Валерий Викторович
- Балахничёва, Наталья Геннадьевна
- Богородицкая, Жанна Владимировна
- Васюченко, Сергей Юрьевич
- Жаворонкова, Елена Владимировна
- Кондратов, Андрей Юрьевич
- Корзенков, Олег Александрович
- Кременский, Вадим Леопольдович
- Левина, Маргарита Николаевна
- Романова, Светлана Валентиновна
- Смирнов, Сергей Сергеевич
- Шайдуллин, Айдар Мирсаетович